# La Lycéenne et les Fantômes
Série
La lycéenne fait de l'œil au proviseur (en)
(1980)
Pour plus de détails, voir Fiche technique et Distribution.
La Lycéenne et les Fantômes (La casa stregata) est une comédie italienne de 1982 réalisée par Bruno Corbucci,.

## Fiche technique
- Titre français : La Lycéenne et les Fantômes ou Le Fantôme, ma femme et moi ou La Maison hantée[3]
- Titre original : La casa stregata
- Réalisation : Bruno Corbucci
- Scenario :	Mario Amendola, Bruno Corbucci, Enrico Oldoini, Mario Cecchi Gori
- Photographie : Ennio Guarnieri
- Montage : Daniele Alabiso (it)
- Musique : Mariano Detto
- Décors : Giantito Burchiellaro (it), Bruno Amalfitano (it)
- Production : Mario Cecchi Gori, Vittorio Cecchi Gori
- Société de production : Intercapital
- Pays de production :  Italie
- Langue originale : italien
- Format : Couleurs - 1,66:1 - Son mono - 35 mm
- Durée : 95 min
- Genre : Comédie
- Dates de sortie :
  - Italie : 4 mars 1982
  - France : 21 septembre 1983
- Affiche : Vanni Tealdi (France)

## Distribution
- Renato Pozzetto : Giorgio Allegri
- Gloria Guida : Candida Melengo
- Yorgo Voyagis : Omar, le fantôme
- Lia Zoppelli : Anastasia
- Angelo Pellegrino : Elpidio, le jardinier
- Leo Gavero : Le directeur de la banque
- Franco Diogene : Le propriétaire de la maison délabrée
- Vittorio Ripamonti : Don Alvino
- Nicola Morelli : Albani
- Bruno Corbucci : Le véterinaire
- Marilda Donà : Lucia, la serveuse
- Fernando Cerulli : Battistini, l'agent immobilier
- Aldo Ralli : Un collègue d'Allegri
- Rita Forzano : Une collègue d'Allegri
- Angelo Nicotra : Un collègue d'Allegri
- Tony Scarf : Le voleur
- Mario Donatone : Le portier de l'auberge
- Mimmo Poli : Le client de la banque

## SérieLa Lycéenne
- 1973 : La lycéenne découvre l'amour (La ragazzina) de Mario Imperoli
- 1975 : La lycéenne a grandi (Quella età maliziosa) de Silvio Amadio
- 1975 : À nous les lycéennes (La liceale) de Michele Massimo Tarantini
- 1976 : La lycéenne se marie (Scandalo in famiglia) de Marcello Andrei
- 1978 : Les lycéennes redoublent (La liceale nella classe dei ripetenti) de Mariano Laurenti
- 1979 : La lycéenne est dans les vaps (La liceale, il diavolo e l'acquasanta) de Nando Cicero
- 1979 : La lycéenne séduit ses professeurs (La liceale seduce i professori) de Mariano Laurenti
- 1981 : La lycéenne fait de l'œil au proviseur (La ripetente fa l'occhietto al preside) de Mariano Laurenti
- 1982 : La Lycéenne et les Fantômes (La casa stregata) de Bruno Corbucci